# Union interafricaine des droits de l’homme
Die Union interafricaine des droits de l’homme (UIDH) oder Interafrican Union of Human Rights (IUHR) ist eine panafrikanische Dachorganisation von rund 40  Nichtregierungsorganisationen, die für den Ausbau und den Respekt der universellen Menschenrechte in Afrika kämpfen.
Die UIDH wurde 1992 in Ouagadougou gegründet. Seit dem 4. Verbandskongress vom 17./18. März 2007 wird sie von Bréhima Koné aus Mali präsidiert.